# Чантурия, Роман
Роман Чантурия (груз. რომან ჭანტურია; род. 9 февраля 1996, Тбилиси, Грузия) — грузинский футболист, нападающий.

## Карьера
Футбольную карьеру начал в 2016 году в составе клуба «Эмполи».
В 2020 году подписал контракт с клубом «Дила».
В 2021 году перешёл в казахстанский клуб «Кызыл-Жар».

## Клубная статистика
| Игровая карьера | Игровая карьера | Игровая карьера | Ч-т | Ч-т | Кубок | Кубок | Межд. | Межд. | Др. | Др. |
| --------------- | --------------- | --------------- | --- | --- | ----- | ----- | ----- | ----- | --- | --- |
| 2018/2019       | Сенглеа Атлетик | А               | 8   | 1   | -     | -     | -     | -     | -   | -   |
| 2019            | Динамо (Батуми) | А               | 10  | 2   | 1     | 0     | -     | -     | -   | -   |
| 2020            | Дила            | А               | 2   | 1   | 1     | 0     | -     | -     | -   | -   |
| 2021            | Кызыл-Жар       | A               | 1   | 0   | -     | -     | -     | -     | -   | -   |